# Great and Little Snarehill
Great and Little Snarehill var en civil parish 1858–1935 när det uppgick i Brettenham, i grevskapet Norfolk, i England. Civil parish var belägen 2 km från Thetford och hade 39 invånare år 1931. Byar nämndes i Domedagsboken (Domesday Book) år 1086, och kallades då Snareshul.